# Pogromen i Shiraz
Pogromen i Shiraz var ett våldsamt angrepp mot det judiska kvarteret i staden Shiraz i Iran den 30 oktober 1910. Pogromen organiserades av den inflytelserika familjen Qavam, och utlöstes av ett blodsförtal – falska anklagelser om att judar skulle ha mördat en muslimsk flicka i ett rituellt syfte. Sammanlagt dödades tolv judar och omkring femtio skadades.  Därutöver plundrades cirka 6 000 judar i Shiraz på alla sina ägodelar. Händelsen dokumenterades av den lokala representanten för den judiska välgörenhetsorganisationen Alliance Israélite Universelle.

## Historia
Det har funnits en betydande judisk befolkning i Iran i omkring 2 500 år. Judar har länge varit en erkänd religiös minoritet i landet, men har vid upprepade tillfällen utsatts för diskriminering och våld. Under slutet av 1800-talet förekom flera pogromer och våldsamma attacker mot judiska samhällen i södra Iran. I Shiraz mördades flera judar år 1892, och ytterligare tjugo judar dödades i en pogrom år 1897, då även tre synagogor brändes ned. Liknande våldsamheter, tvångskonverteringar och fördrivningar förekom i städer som Zarqon, Lar, Jahrom, Darab, Nobendigan, Sarvestān och Kazerun. Den lokale historikern Jamshid Sedaghat i Shiraz har uppgett att sådana attacker skedde nästan årligen under slutet av 1800-talet, och att de upphörde först efter påtryckningar från europeiska makter. Den sista kända händelsen i denna våg av våld var pogromen i Shiraz 1910.
Under Safaviddynastin (1501–1736) och Qajardynastin (1789–1925) rapporteras judar ha blivit systematiskt förtryckta och illa behandlade. Den judiske resenären och författaren J. J. Benjamin beskrev i mitten av 1800-talet den persisk-judiska befolkningens situation i mycket mörka ordalag::
”... de är tvungna att bo i en särskild del av staden ... eftersom de betraktas som orena varelser. Under förevändningen att de är orena behandlas de med största grymhet, och om de råkar gå in på en gata där muslimer bor, blir de stenade och nedkastade med smuts av pojkar och folkhopar. För samma anledning får de inte gå ut när det regnar; man säger att regnet skulle skölja av dem orenhet som i sin tur skulle besudla muslimernas fötter. Om en jude känns igen som sådan på gatan, utsätts han för de grövsta förolämpningar. De förbipasserande spottar honom i ansiktet och slår honom ibland ... utan förbarmande. Om en jude går in i en butik för att handla är det förbjudet honom att inspektera varorna. Skulle hans hand av misstag röra vid dem, måste han köpa dem till vilket pris säljaren än begär. Ibland tränger perser in i judarnas bostäder och tar vadhelst de behagar. Om ägaren gör minsta motstånd för att försvara sin egendom riskerar han att få betala med sitt liv. Om ... en jude visar sig på gatan under de tre dagarna av Katel (qatl al-Husayn, ”Husayns martyrium”), är han så gott som säker på att bli mördad.”

## Händelserna 1910

### Oktober 1910
I början av oktober 1910, när några renhållningsarbetare rensade avloppsbrunnar i ett judiskt hushåll i Shiraz, påstod de sig ha hittat en gammal bok. Några av sidorna var fortfarande rena och identifierades som delar av Koranen. Inom islam är straffet för att ha skändat Koranen döden, oavsett om gärningspersonen är muslim eller inte.[källa behövs] På första dagen av den judiska högtiden sukkot, när flera judar var på väg hem från synagogan, såg de en kvinna med slöja stå vid ingången till deras hus med ett paket i händerna. När kvinnan märkte att hon blivit iakttagen kastade hon hastigt paketet i en avloppsbrunn – sådana brunnar fanns vid entrén till alla judiska hushåll – och sprang därifrån. Husets invånare drog snabbt upp paketet och fann att det innehöll ett exemplar av Koranen.
När stadens representant för Alliance Israélite Universelle fick kännedom om händelsen och fruktade ytterligare provokationer, tog han kontakt med Mirza Ibrahim, stadens övermulla. Denne lovade att bortse från provokationen och bistå med hjälp om situationen skulle förvärras.

### Anklagelser om rituellt mord
Följande kväll trängde några personer in i hemmen hos de två främsta rabbinerna i Shiraz, Mollah Rabbi Shelomo (far till Mollah Meir Moshe Dayanim) och Mirza Ibrahim. Med dem följde en handlare från basaren, som påstod att ett av hans barn, en fyraårig flicka, hade försvunnit tidigare under eftermiddagen i det judiska kvarteret, där hon enligt honom hade blivit mördad för att man skulle komma åt hennes blod. De skräckslagna rabbinerna svor att de inte hade någon kännedom om att ett muslimskt barn skulle ha förirrat sig in i det judiska området, och de protesterade kraftigt mot anklagelsen. Männen drog sig då tillbaka, men hotade med att bränna ned och förgöra hela det judiska kvarteret om flickan inte hade återfunnits före middagstid nästa dag. Samma dag påträffades ett barnlik en kilometer utanför staden, bakom ett övergivet palats och omkring hundra meter från den judiska begravningsplatsen. Vissa trodde att det rörde sig om den försvunna muslimska flickan och att hon hade blivit mördad av judar. Det visade sig dock senare att kroppen tillhörde en judisk pojke som hade begravts åtta dagar tidigare, och vars grav hade skändats och grävts upp. 

### Våld
Nästa morgon började en folkmassa samlas framför regeringspalatset. Människorna anklagade judarna för att ha mördat flickan och krävde högljutt hämnd. Den tillfällige guvernören beordrade trupperna att skingra ”mobben”, men folkmassan begav sig ändå mot det judiska kvarteret – dit de anlände samtidigt som soldaterna. Dessa, i strid med de order de fått, blev de första att angripa det judiska området, vilket gav signal till resten av folkmassan att börja plundra. 

Soldater, sayyider, qashqaier (som befann sig i staden för att sälja boskap), och till och med kvinnor och barn, deltog i plundringen. Den pågick i sex till sju timmar och skonade inte ett enda av de 260 hemmen i det judiska kvarteret. Representanten för Alliance Israélite Universelle beskrev plundringen så här:
Tjuvarna bildade en kedja ute på gatan. Längs ledet skickades mattor, packar av varor, balar av handelsvaror […] – kort sagt allt som kunde säljas. Allt som saknade kommersiellt värde eller som på grund av sin vikt eller storlek inte kunde bäras bort, förstördes under vandalismens vredesutbrott. Husens dörrar och fönster rycktes loss från gångjärnen och bars iväg eller slogs i bitar. Rummen och källarna genomsöktes bokstavligen upp och ned för att se om marken dolde någon form av rikedomar. (fritt översatt från engelska)
Folkmassan nöjde sig inte med den påstådda plundringen, utan angrep även judarna fysiskt. De flesta judar flydde – några sökte skydd hos muslimska vänner, andra på brittiska konsulatet, ute på terrasserna eller i moskéer. De få som stannade kvar skadades eller dödades. Tolv personer dödades i tumultet, ytterligare femton blev knivhuggna, slagna med påkar eller beskjutna, och omkring fyrtio personer ådrog sig lindrigare skador.

### Efterföljder
Pogromen lämnade efter sig ett totalförstört judiskt kvarter. Ett ögonvittne beskrev situationen så här:
”Kvinnor, män och gamla människor ligger i stoftet, slår sig för bröstet och kräver rättvisa. Andra, försjunkna i ett verkligt tillstånd av förlamning, verkar medvetslösa och fast i en fruktansvärd mardröm som inte vill ta slut.”
Hjälpinsatser organiserades av Alliance Israélite Universelle, med stöd från det brittiska konsulatet. Även vissa lokala muslimer hjälpte till genom att dela ut bröd, vindruvor och pengar. En förmögen muslim skänkte ett ton bröd, guvernören skickade två ton och övermuftin bidrog med ytterligare 400 kilo.